# André Bernard (manager)
 (mai 2020).
Si vous disposez d'ouvrages ou d'articles de référence ou si vous connaissez des sites web de qualité traitant du thème abordé ici, merci de compléter l'article en donnant les références utiles à sa vérifiabilité et en les liant à la section « Notes et références ».
Pour les articles homonymes, voir Bernard et André Bernard.
André Bernard, né le 22 novembre 1934 à Arles (Bouches-du-Rhône) et mort le 23 décembre 2018 à Reillanne (Alpes-de-Haute-Provence), est un impresario d'artistes, programmateur d'émissions télévisées. Il est connu comme grand collectionneur de documents sur les artistes de la chanson et du cinéma.

## Biographie
Sa passion pour le monde du spectacle, dès l'âge de 13 ans, lui permet de découvrir parallèlement le cinéma, le théâtre, la chanson et le music-hall. Dès lors, il commence à collecter les photos de films, les autographes d’acteurs et de réalisateurs, les revues de cinéma, les affiches, les livres sur le spectacle ainsi que tous les documents susceptibles d'alimenter sa collection. Ses préférences vont immédiatement à Sacha Guitry, Jean Cocteau, Marcel Pagnol et Jean Giono.
Afin de voir un maximum de films, il devient projectionniste de cinéma. Il crée, à 20 ans, une troupe culturelle et artistique Les Amis de la Chanson, dont il est l’animateur.
Il épouse Josy Andrieu, chanteuse arlésienne et artiste de sa troupe, en 1958. Parents d'une petite Marie-Flore, ils s'installent à Paris en famille afin de permettre à Josy de se produire dans les cabarets de la capitale.
En 1963, il fait une apparition dans Des frissons partout, film franco-italien réalisé par Raoul André, sorti dans les salles en 1964. Dans ce film avec Eddie Constantine, il joue l'inspecteur Alphonse Bertin, accentuant l'accent méridional avec un malin plaisir.
En 1965, avec son ami d’enfance le photographe Lucien Clergue, André Bernard découvre et lance le guitariste gitan Manitas de Plata dont il sera le manager jusqu’en 1983 et avec lequel il fera plusieurs fois le tour du monde.
En 1970, il accueille Joan Baez pour un spectacle donné dans les arènes d'Arles. En cette occasion, la chanteuse écrit la chanson Marie Flore, dédiée à la fille d'André Bernard et Josy Andrieu. Le couple devait recevoir l'artiste à de nombreuses reprises.
À partir de 1973, il publie et illustre, grâce à ses collections, de nombreux ouvrages sur des artistes alors bien vivants : Michel Simon, Jean Gabin, Ava Gardner, Jacques Brel et Andrex... et d’autres sur des artistes disparus : Fernandel, Raimu, Maurice Chevalier, Yvonne Printemps, Valentine Hugo, etc.
Il rassemble avec Claude Gauteur les Écrits sur le cinéma de Jean Cocteau (parus en 2 volumes chez Belfond en 1973, réédités en 1989) et ceux de Sacha Guitry (parus chez Ramsay en 1977 sous le titre Le Cinéma et moi, avec une préface de François Truffaut, réédités en 1983 et en 1990 en livre de poche). Puis Les Films de Marcel Pagnol  avec Raymond Castans (Julliard 1982), L'Album Sacha Guitry avec Charles Floquet (Henri Veyrier 1983) et une biographie de Robert Le Vigan avec Claude Beylie (Pygmalion 1996).
Pendant plusieurs années, André Bernard cosigne avec Maurice Bessy et Raymond Chirat la superbe édition de L'Histoire du cinéma aux éditions Pygmalion dont le dernier volume est sorti en novembre 1992.
En avril 1977, André Bernard fonde, avec Charles Floquet et Henri Jadoux, L'Association des Amis de Sacha Guitry, qui compte parmi ses membres fondateurs Alain Decaux de l’Académie française, Michel Tournier de l’Académie Goncourt, Madeleine Renaud et Jean-Louis Barrault, Michel Galabru, Jean Piat, Pierre Tchernia, François Gir, Maurice Teynac, etc. Pendant 23 ans, il assure les fonctions d’administrateur de cette association qui a édité 24 cahiers de documents inédits, véritables mines d’informations et très recherchés désormais.
En 1985, il organise, au Musée du Luxembourg à Paris, une grande exposition pour célébrer le centenaire de la naissance de Sacha Guitry, rendant ainsi un hommage national à son auteur favori. L'exposition obtient un succès retentissant et fait l’unanimité auprès du public par la qualité et la diversité des œuvres exposées, permettant à de nombreux jeunes de découvrir cet auteur dramatique et cinéaste majeur du XXe siècle. Alain Decaux déclare en 1992 : « André Bernard à qui tous les Sachaguitrystes doivent de la reconnaissance et devant lequel notre Maître étalerait sûrement le Tapis Rouge. Avec ma profonde estime et - s’il le veut bien – mon Amitié »... Confirmant ainsi ce que lui écrivait Henri Jadoux, l'exécuteur testamentaire de Guitry, quelques années plus tôt : « Mon cher André Bernard, si Sacha Guitry vous avait connu, il vous aurait aimé, ça j’en suis certain ».
À partir de 1985 et durant 15 ans, André Bernard devient, à la télévision, l’un des principaux collaborateurs de Pascal Sevran, lui permettant de bénéficier de ses connaissances et de ses compétences dans le domaine de la chanson et du cinéma pour programmer l’émission La Chance aux chansons.
De 1992 à 1997, les éditions Music-Memoria confient à André Bernard la responsabilité de leur collection Les Étoiles de la chanson pour laquelle il utilise ses quelque 15 000 disques 78 tours qu’il fait revivre sous forme de disques compact. Plus de soixante CD ont été édités par cette firme.
En 1998, les productions Frémeaux & Associés lui demandent de poursuivre ce travail chez eux, à une échelle internationale, avec la réalisation de doubles CD.
Après avoir été nommé chevalier des Arts et des Lettres en 1981, André Bernard est promu Officier des Arts et des Lettres en mars 1992 pour ses activités et ses collections au service de la chanson et du cinéma, véritables richesses de notre patrimoine.
La dispersion à son initiative les 17 et 18 novembre 2011 à l'Hôtel des ventes Drouot à Paris de sa collection personnelle consacrée à Sacha Guitry a été, avec plus de huit cents lots de tableaux, dessins, livres, autographes, photographies et objets divers, la vente la plus importante consacrée à l'auteur de Mon père avait raison depuis la disparition du dramaturge.